# 狄狄烏斯·尤利安努斯
尤利安努斯（Marcus Didius Severus Julianus，133年1月30日—193年6月1日），在英语中又称尤利安一世，是193年内的五位罗马皇帝之一。
193年3月28日，罗马皇帝佩蒂纳克斯被叛乱的禁卫军所杀，这些士兵毫无纪律，也没有准备好推举谁来继任皇位。为获得好处，叛乱的士兵决定拍卖皇位。在自己妻子和女儿的怂恿下，56岁的元老尤利安努斯来到军营城堡下，同佩蒂纳克斯的岳父提尔皮西阿努斯展开竞争，提尔皮西阿努斯先答应给每位士兵五千迪纳厄斯，而尤利安努斯急于取得皇位，一下开价六千两百五十迪纳厄斯，军营门立刻打开，士兵拥立尤利安努斯为皇帝，并且要求他不得伤害提尔皮西阿努斯，以示拍卖的公正。
罗马皇帝的帝位第一次被以这种方式进行拍卖。使得帝国各地不愿意服从这位皇帝，结果，各地军队纷纷起事。出身於阿非利加行省的塞普蒂米乌斯·塞维鲁正指挥着罗马帝国驻扎在潘诺尼亚的军团，他率军以替佩蒂纳克斯复仇为名挺进意大利，而意大利各地的人民亦痛恨尤利安努斯，所以未经抵抗，塞维鲁就到达罗马。
就在尤利安努斯组织禁卫军想进行反抗之时，塞维鲁向禁卫军承诺，只要交出尤利安努斯和谋害佩蒂纳克斯的罪犯，就可以免于流血冲突，结果禁卫军马上接受条件，抓住大部分参与谋害佩蒂纳克斯的凶手，并且宣布尤利安努斯退位，然后于193年6月1日将其斩首。
尤利安努斯在位仅66天。